# Aeroportul Lee C. Fine Memorial
Aeroportul Lee C. Fine Memorial (IATA: AIZ, ICAO: KAIZ, FAA LID: AIZ) este un aeroport din Missouri, Statele Unite ale Americii. Aeroportul a fost tranzitat în 2019 de 124 de pasageri.
Situat la o altitudine de 265 m, aeroportul dispune de 1 pistă.

## Infrastructură

### Piste
Aeroportul dispune de o singură pistă. Pista 4/22 are suprafața de asfalt și dimensiunile 6.497 picioare × 100 picioare. 